# Kostel Nanebevzetí Panny Marie (Uničov)
Kostel Nanebevzetí Panny Marie se nachází v centru moravského města Uničov. Jedná se o stavbu, která má prvky jak gotické, tak také barokní architektury. Přesné datum vzniku kostela není známo, ale nejčastěji se uvádí rok 1330. Kostel poté několikrát vyhořel a došlo u něj k mnohým přestavbám. Poslední oprava kostela proběhla v roce 2007. Kostel je kulturní památkou České republiky a je římskokatolickým farním kostelem Uničova šternberského děkanátu olomoucké arcidiecéze.

## Historie
V roce 1213 byl Uničov povýšen na město. Bylo zvykem, že města byla vybavena městským kostelem. „S největší pravděpodobností se můžeme domnívat, že ve 13. století se v Uničově kostel nacházel, ale nemáme žádné informace o jeho poloze, ba dokonce ani o jeho podobě.“
Až na počátku 14. století byl vystavěn kostel Nanebevzetí Panny Marie, který se v Uničově nachází dnes. Není přesně známo, v jakém roce kostel vznikl a kdo byl jeho stavitelem, ale v jeho historii je často zmiňován rok 1330. Někteří historikové se však domnívají, že kostel vznikl již na konci 13. století. 
V průběhu let své existence kostel byl postižen požáry a to v roce 1395, 1468, 1531, 1595, 1643, 1779 a 1796. V roce 1643 shořel krov, zřítila se gotická křížová klenba, obě věže se čtyřmi zvony. Po požáru v roce 1779 byl opravován za pomocí císařovny Marie Terezie. V roce 1783 byly ulity nové zvony.

### Etapy gotické výstavby
Kostel byl stavěn v několika etapách v gotickém stylu.

#### 1. etapa (asi 1290 – 1300)
Stavba započala od východu, tedy presbytářem, pravděpodobně spolu se sakristií na severní straně. „Zároveň byly nad terén vyzdviženy spodní etáže obou západních věží. Trojlodí ani západní zeď korpusu mezi věžemi, zatím nerostly“.
„Na styl počáteční fáze upozorňují dochované kamenné články, zejména okenní kružby dvou severních oken chóru. Vzorec tamní kružby ukazuje na samotný počátek 14. století.“

#### 2. etapa (asi 1300 – 1325)
V rámci této etapy byly vystavěny první věžní patra, nejprve na jižní věži západního průčelí. Tím se vytvořilo vysoké podvěží otevřené do budoucího mezivěží lancetovou arkádou. Krátce poté se vystavělo první vnější patro severní věže západního průčelí se spodní částí západní zdi mezivěží. Byl vytvořen portál a velké západní čtyřdílné okno.
Zřejmě v tomto období došlo ke změnám v projektu, protože je na věžích znatelný rozdíl v jejich patrech („Patro severní věže je znatelně vyšší, než patro věže jižní.“)

#### 3. etapa (kolem roku 1325 – 1330)
Následně se stavba severní věže západního průčelí pozastavila a bylo vytvořeno třetí vnější patro jižní věže západního průčelí.

#### 4. etapa (asi 1300 – 1365)
Samostatně bylo vystavěno síňové trojlodí. S mírným časovým zpožděním na něj navázala dostavba obvodových zdí na západní straně. Etapa byla završena dostavbou schodišťové věžičky.

#### 5. etapa (počátek 15. století)
S časovým odstupem se pokračovalo s dostavbou průčelí mezi věžemi na západě. Západní zeď byla zeslabena a v ní byl vytvořen záklenek velkého pozdně gotického okna.

#### 6. etapa (15. století)
Probíhala zřejmě v 15. století, kdy byla realizována dostavba jižní věže západního průčelí, kterou korunovala osmiboká nástavba, původně otevřená lomenými kružbovými okny. „Je nutné podotknout, že tato část ještě přináleží pozdní gotice.“

#### 7. etapa (kolem roku 1713)
Jako poslední byla přistavěna pozdně gotická kaple po jižní straně presbytáře.

### Opravy kostela
První opravy byly provedeny po požáru v roce 1531. „V této době byla severní věž západního průčelí zvýšena a opatřena atikou a jižní věž západního průčelí se nadstavila o dvě podlaží.“
U kostela došlo v 17. století k barokním zásahům, které byly provedeny po požáru v roce 1643, k němuž došlo v důsledku švédské okupace města. „Došlo při něm k dekonstrukci gotických křížových kleneb. Klenby se pouze zachovaly v západním poli při kruchtě, v navazujících fragmentech bočních lodí a v sakristii. Během obnovy (probíhající 1651 – 1656) ztracených částí se vystavěly pilíře a bylo vytvořeno nové zaklenutí kostela, celé jeho omítnutí a pokrytí střechy.“ Další barokní úpravy současně provedli Petr Schiller a Václav Andres z Olomouce
Následně v roce 1779 byl kostel opět postižen požárem. Žár roztavil zvony, zničil barokní klenbu kněžiště, hlavní oltář a také vybavení kostela. Hlavní obnova pak probíhala v letech 1780–1782. Byly vytvořeny pruské klenby a pilastry byly osazeny dekorativními hlavicemi.
Další velká přestavba se uskutečnila roku 1889 stavitelem Vodičkou. V době těchto oprav byla zrušena okna barokní a obnovila se původní okna gotická. Pozdně barokní vybavení chóru bylo nahrazeno novogotickým mobiliářem.
Při poslední renovaci v roce 1993 došlo k rekonstrukci nad portálového gotického okna. Řada fragmentů okna byla nalezena na místě kostela (v jeho různých částech) a potřebné zbylé části byly nově vyrobeny.
V roce 2007 došlo k restaurování bočního oltáře Nejsvětější trojice, při kterém byly objeveny gotické malby, vytvořené technikou „al secco“ na vápenném podkladu. Cyklus výjevů řazených do dvou pásů obsahuje přibližně 12 polí vzájemně oddělených bílými páskami. Výška cyklu je 140 cm a šířku lze určit pouze přibližně, protože část je zakryta barokním pilířem. Soubor obsahuje výjevy z christologického cyklu a scény ze života sv. Erasma. Pouze však šest scén je čitelných do té míry, aby se daly jednoznačně ikonograficky určit. Dvojice výjevů je zakryta rohovým pilířem a další dvě pole jsou ukryta za oltářní stěnou. Restaurátorská zpráva uvádí, že je soubor uničovských maleb datován do 90. let 14. století. Je zde zdůrazněn narativismus scén, protažený kánon postav a příklon k naturalismu.

## Popis kostela se zaměřením na jeho gotické části

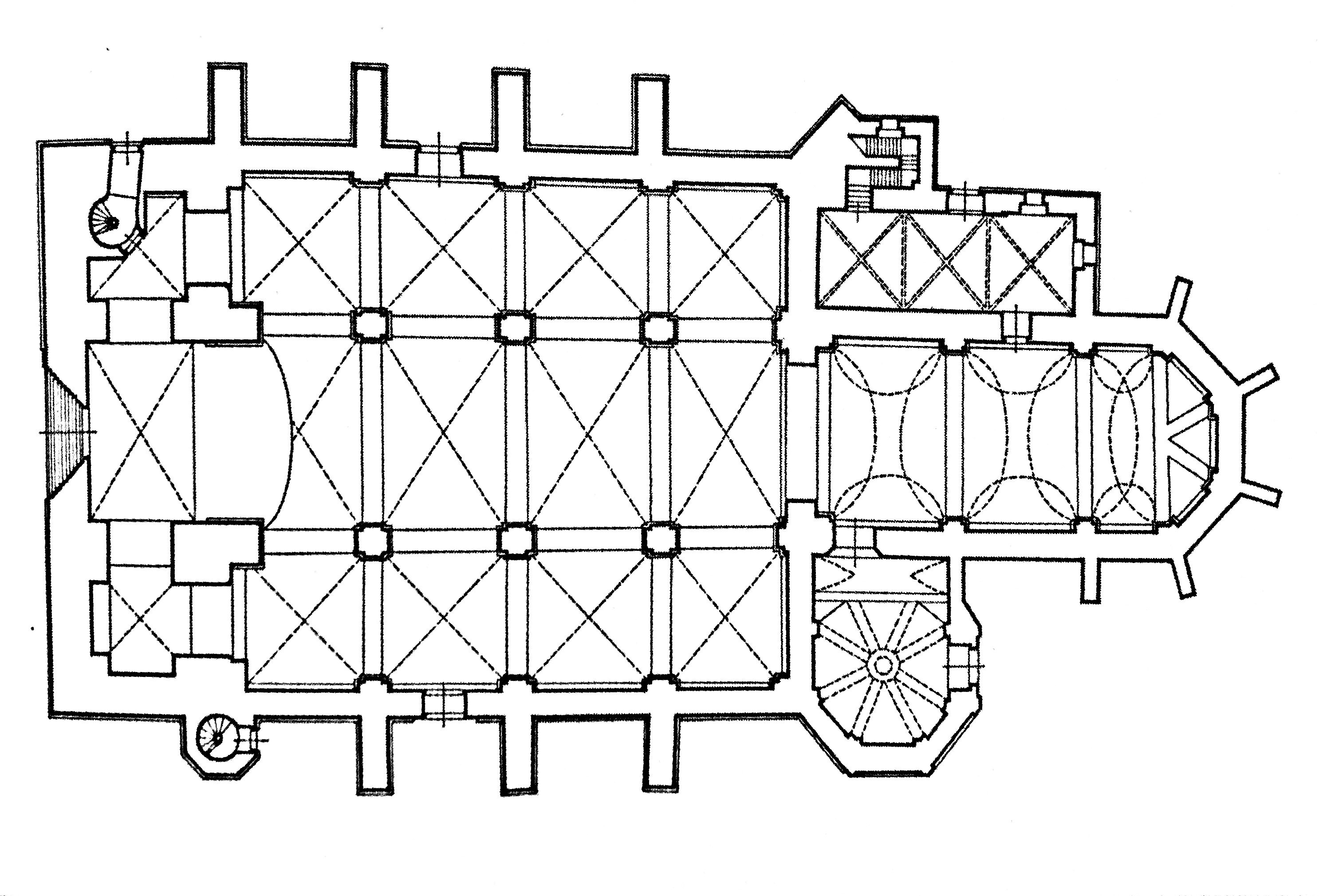
Současný půdorys kostela Nanebevzetí Panny Marie (Uničov)

Jedná se o síňový, trojlodní kostel, původně postaven v gotickém stylu, který prošel řadou oprav a změn, v současné době je interiér převážně barokní.

### Exteriér
Kostel má tři portály, z nichž je západní portál nejvýznamnější. Je bez tympanonu a bohatě profilovaný. Další portály jsou barokní, ale na fasádě lze pozorovat přiznané části zaniklých gotických portálů.
V exteriéru je členěný opěrný systém zakončen nahoře stříškou se slepou kružbou ve tvaru trojlistu.
Kostel je prosvětlen lomenými gotickými okny. Při pohledu ze směru od náměstí se na fasádě nachází část záklenku okna, které prolamovalo východní zeď se severní lodí.
Dále jsou na západní straně kostela dvě věže, pravděpodobně z gotického zdiva. Obě věže jsou děleny na čtyři patra římsami. V prvních patrech se nachází úzká lomená okna s jeptiškami, dále se lomená okna nacházejí až v patře posledním a pouze jižní věže západního průčelí. Tato okna jsou již velká a mají kružbu tvořenou čtyřlistem vsazeným do kružnice a dvěma jeptiškami. Na jižní věži je umístěn i chrlič v podobě psa.
Na jihovýchodním nároží jižní věže je polygonální část kostela, kde se nachází schodiště. Zde se dochovala kamenná socha, která se řadí taktéž do gotického období.
Na západním průčelí se v mezivěží nad portálem nachází rovněž gotické okno, které bylo rekonstruováno v roce 1993. Sestává z nalezených částí kružby na místě kostela a z nově vyrobených částí.
V exteriéru kostela je gotické ztužení presbytáře, které je podstatně méně výrazné oproti opěrnému systému trojlodí. Presbytář je prosvětlen šesti lomenými gotickými okny s kružbou.
Na severovýchodním nároží mezi lodí a presbyteriem kostela se pak nachází sakristie, která je gotická.
Kostel je zastřešen sedlovou střechou.

### Interiér
Interiér kostela neobsahuje v současnosti mnoho gotických prvků, jak vyplývá ze stavebně historického vývoje. Dochovalo se však pole gotické křížové klenby s hruškovými žebry nad varhanní kruchtou. Dále se dochovala tři pole křížových kleneb v sakristii. V pozdně gotické kapli kostela se nachází klášterní klenba na konzolách ve tvaru jehlanu. Součástí interiéru jsou také gotické fresky nalezené během rekonstrukce oltáře.

## Kružbová gotická okna
Důležitým prvkem kostela jsou kružby gotických oken. Tyto se dochovaly pouze ve dvou oknech, která jsou z exteriéru zakryta sakristií, v interiéru jsou zazděna.
V obou případech je kružba tvořena lomeným obloukem, do kterého je vsazen trojlist dosedající na další níže položený trojlist. Na vrcholu kružby se pak nachází čtyřlist vložený do kruhu, pootočený o 45 stupňů. Toto pootočení je pro tento kostel ikonické. Podobný styl kružby lze nalézt na poměrně málo místech v České republice (například v kostele sv. Mikuláše v Šumvaldu, v kapli sv. Hedviky při kostele cisterciaček v Třebnici, dnes v Polsku). Ve světě je těchto příkladů více. S tímto řešením kružby se můžeme například setkat v katedrále v Remeši nebo v katedrále Panny Marie v Amiens.

## Fotogalerie

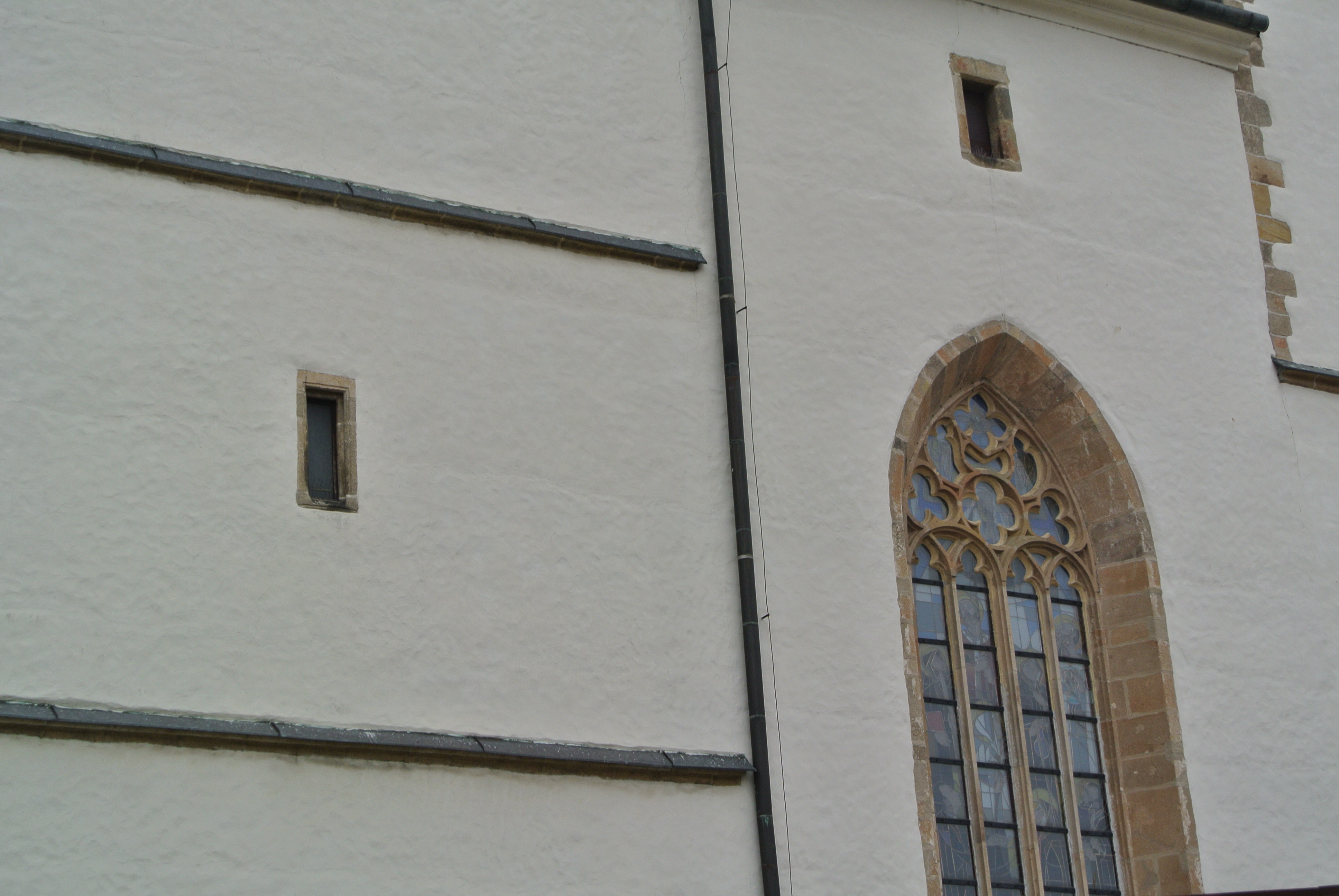
Gotické nadportálové okno
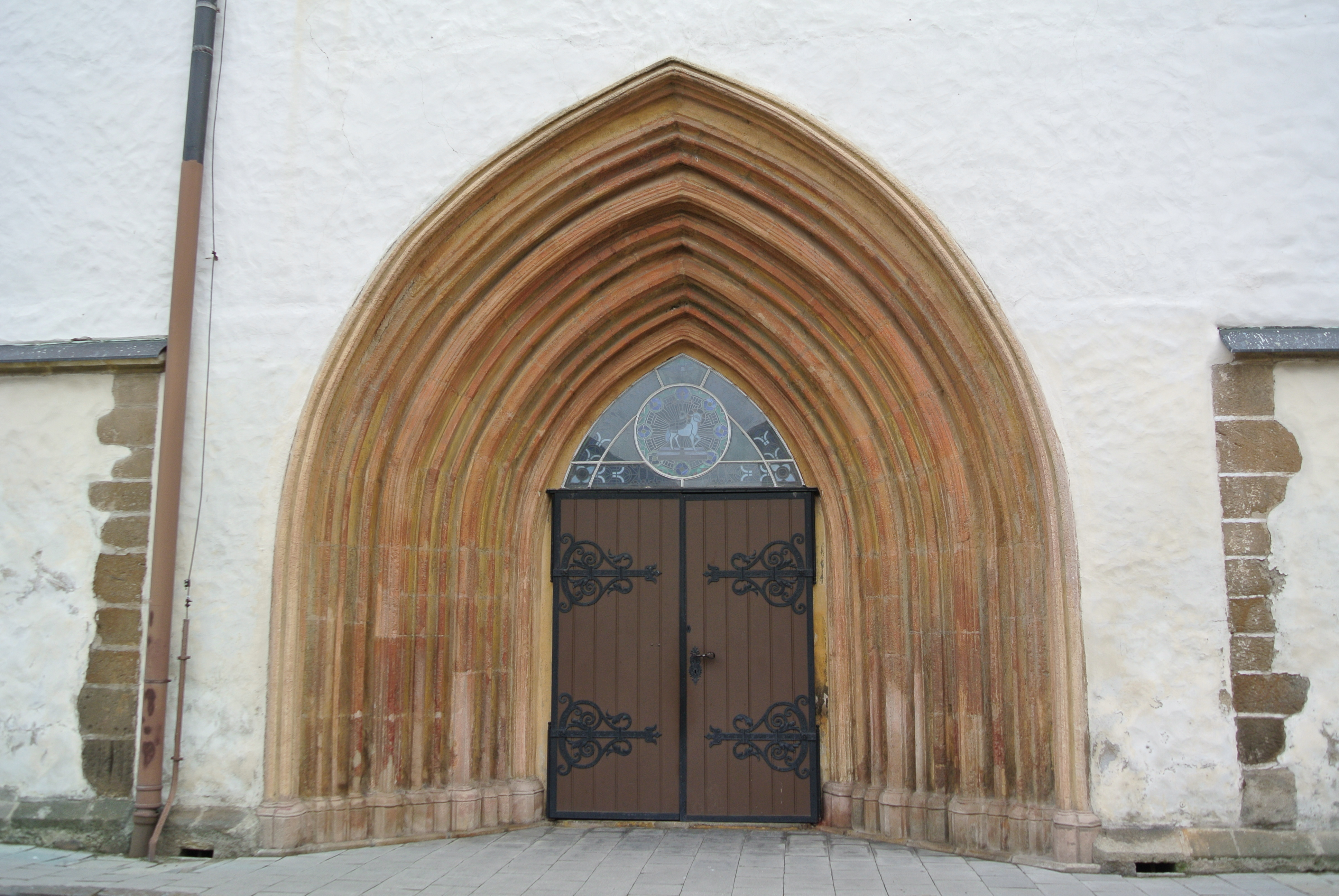
Západní průčelí kostela
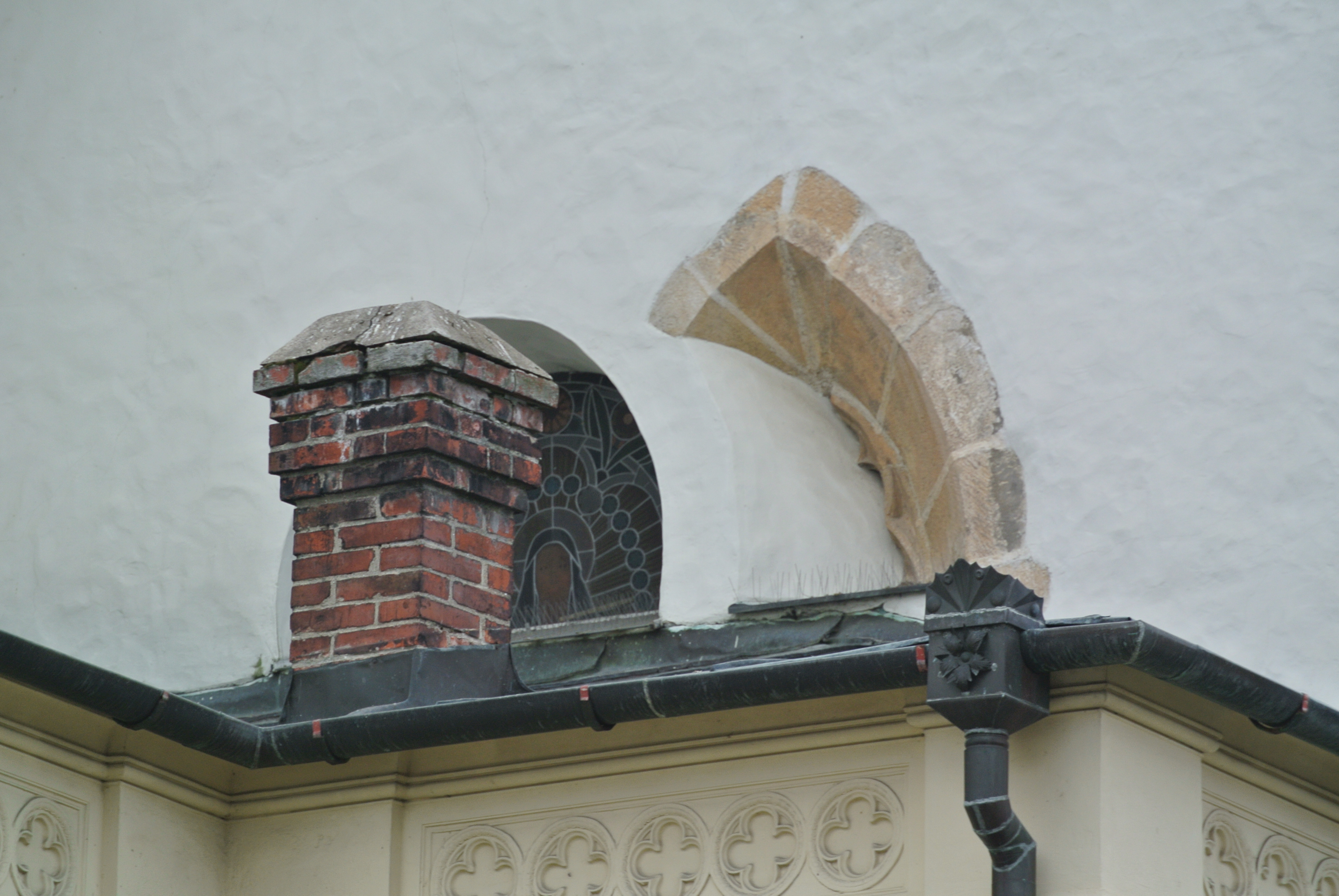
Část záklenku okna
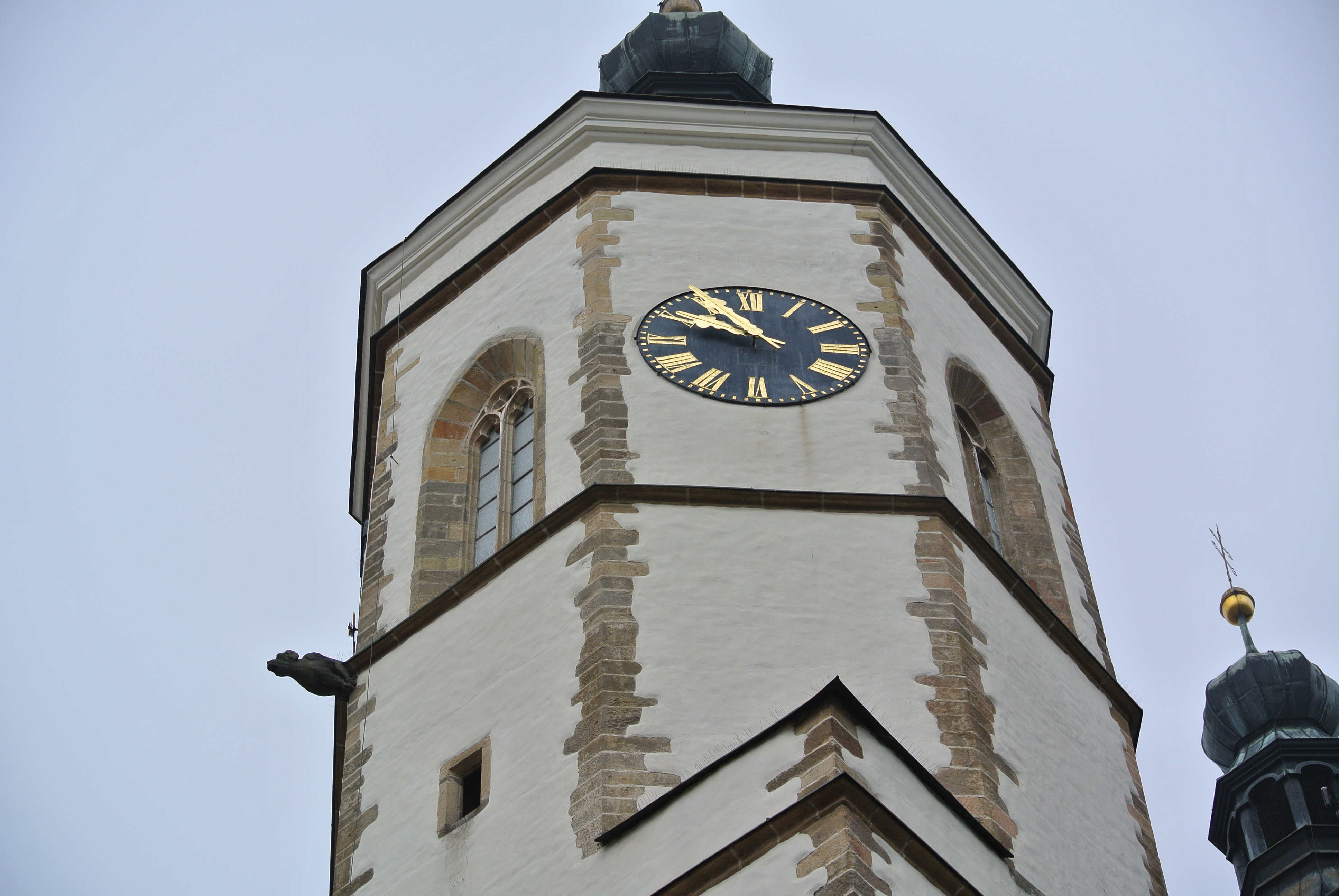
Jižní vež kostela západního průčelí
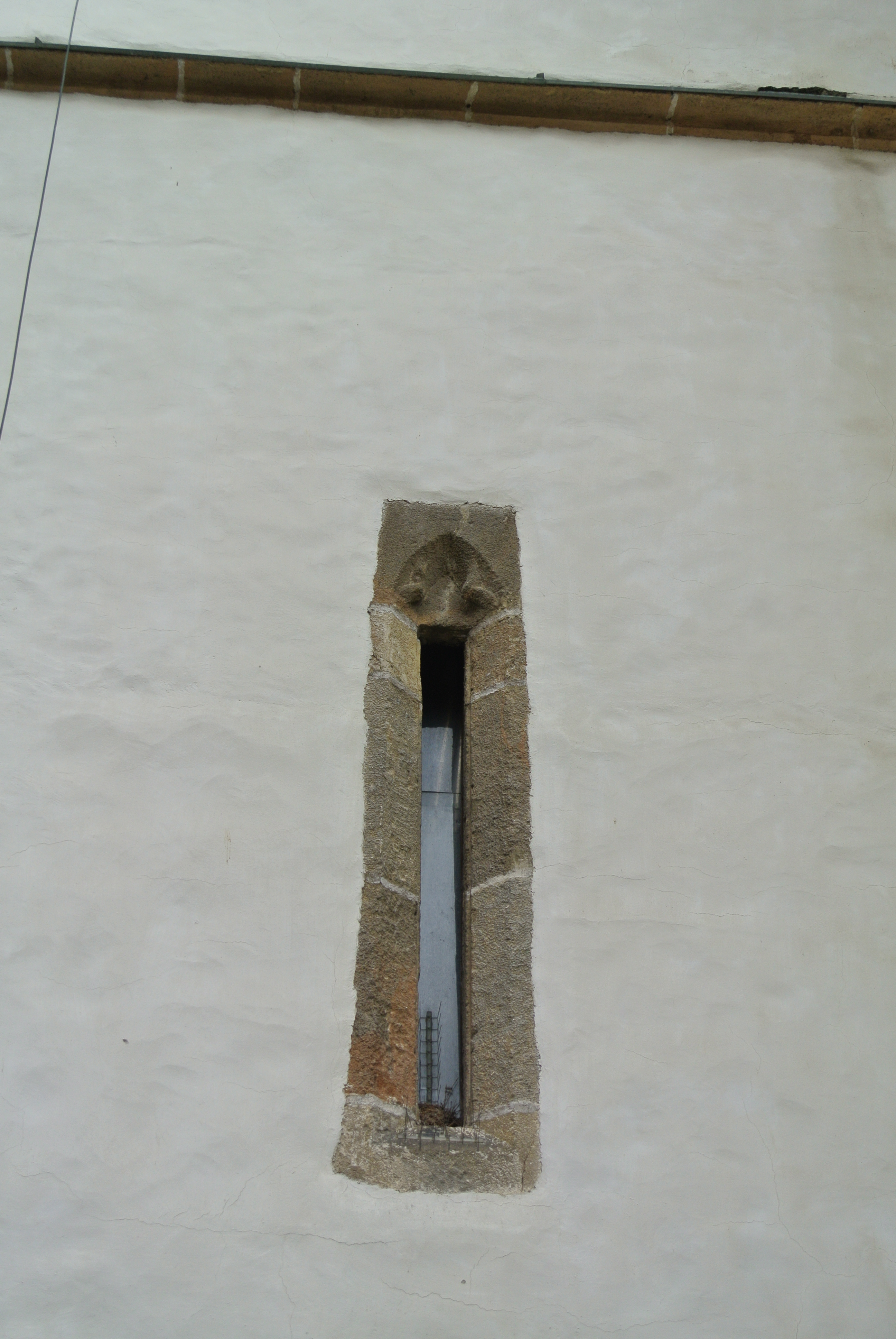
Gotické okno věže kostela
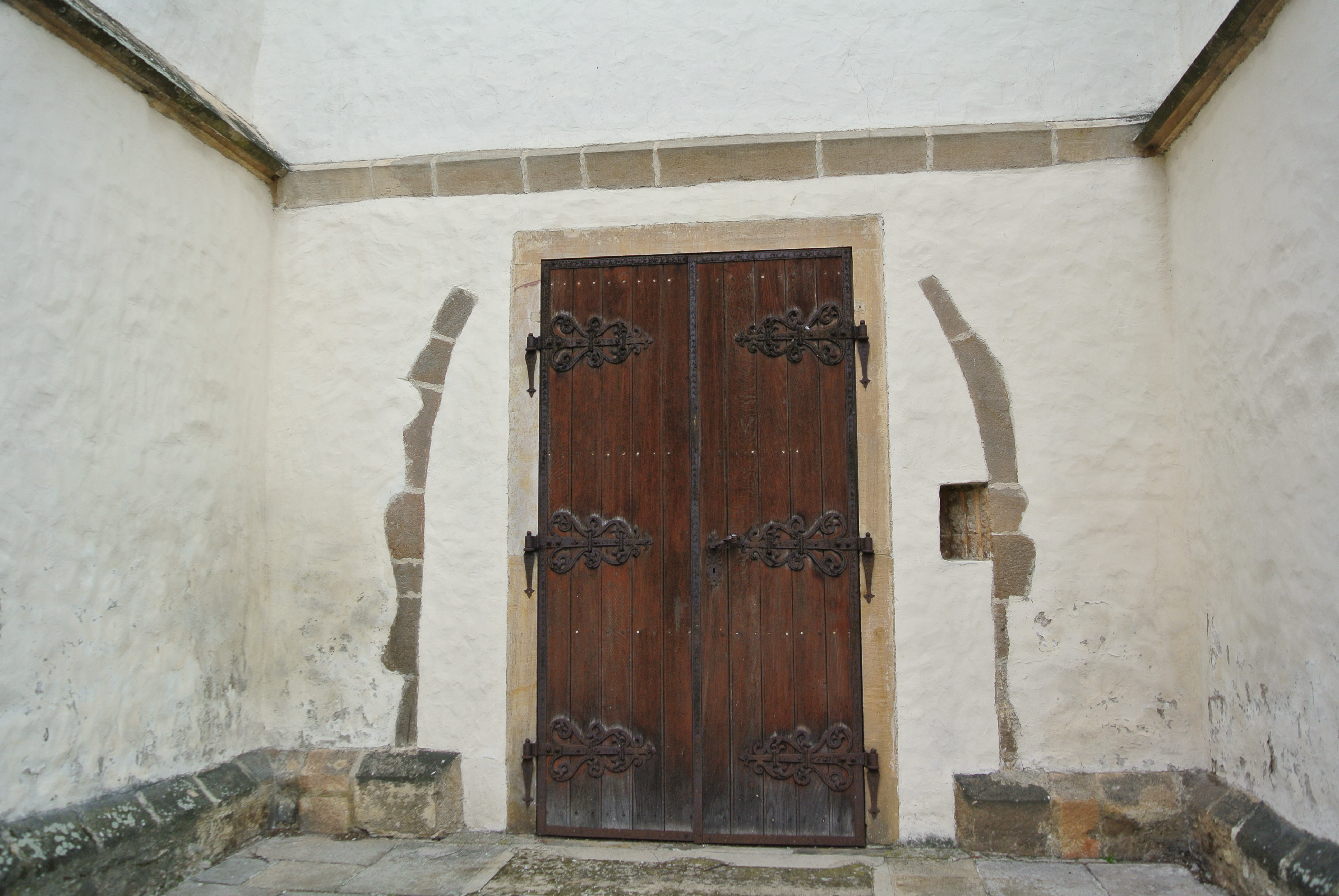
Původně gotický portál
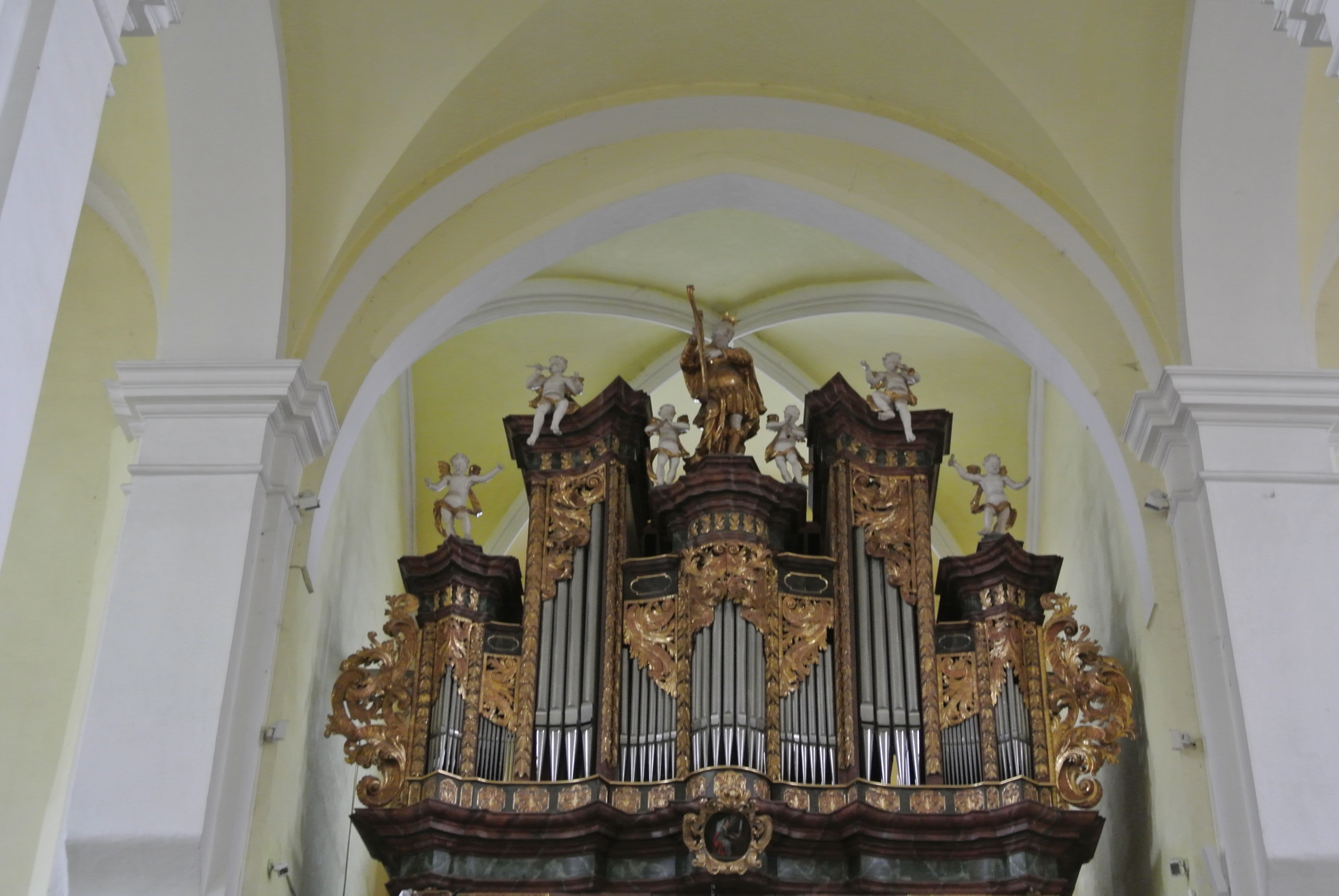
Gotická křížová klenba
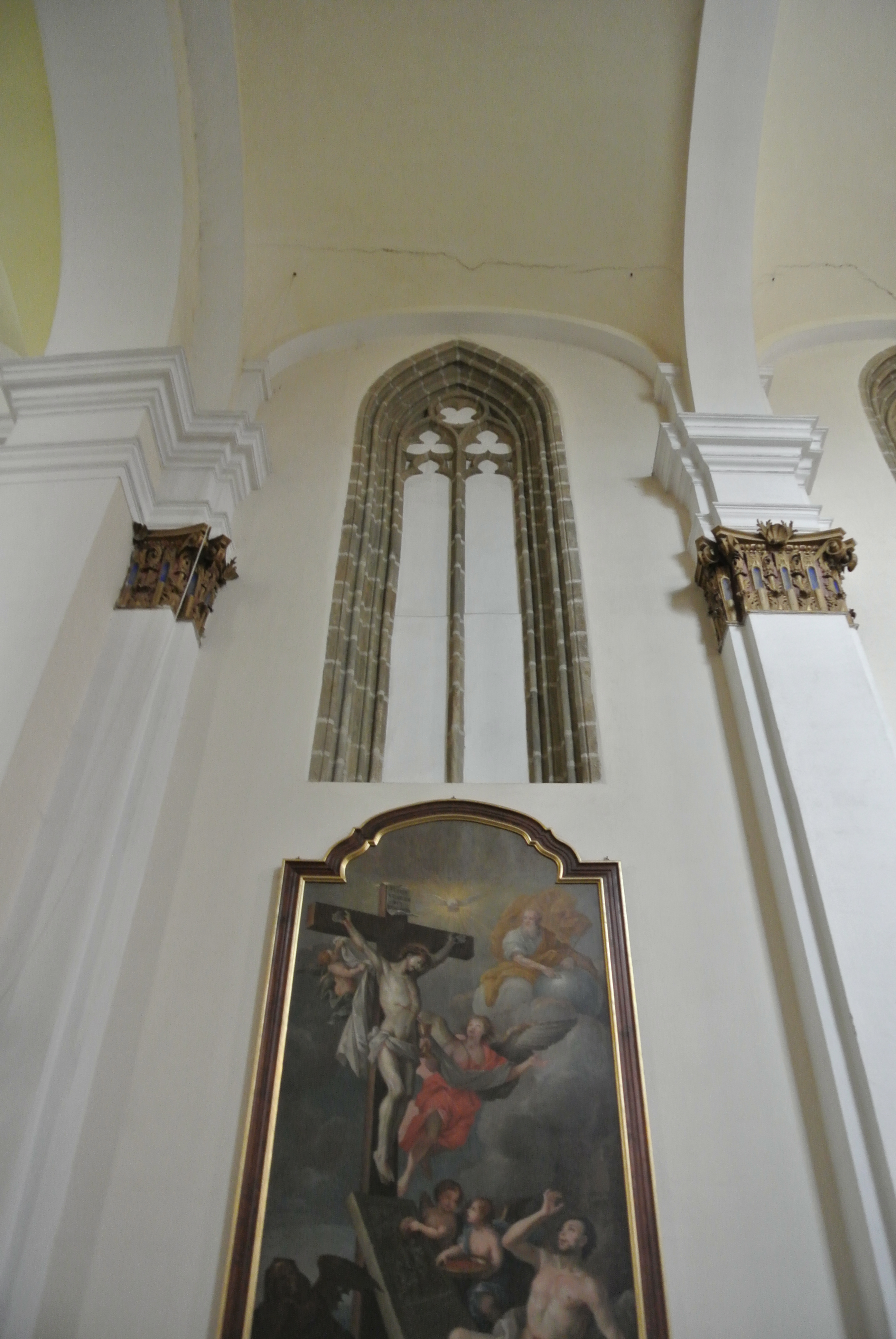
Kružba gotického okna
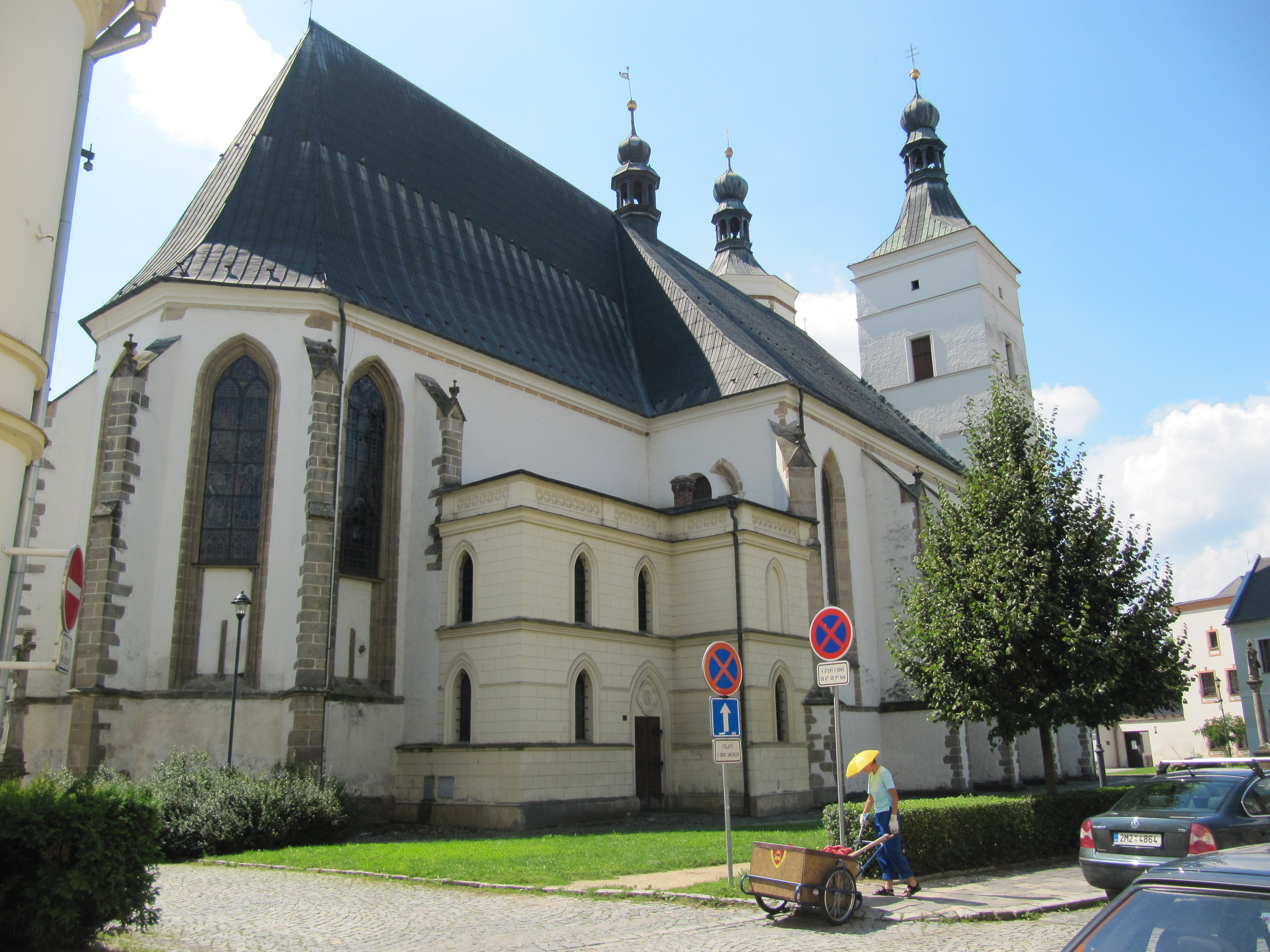
Opěrný systém kostela v Uničově
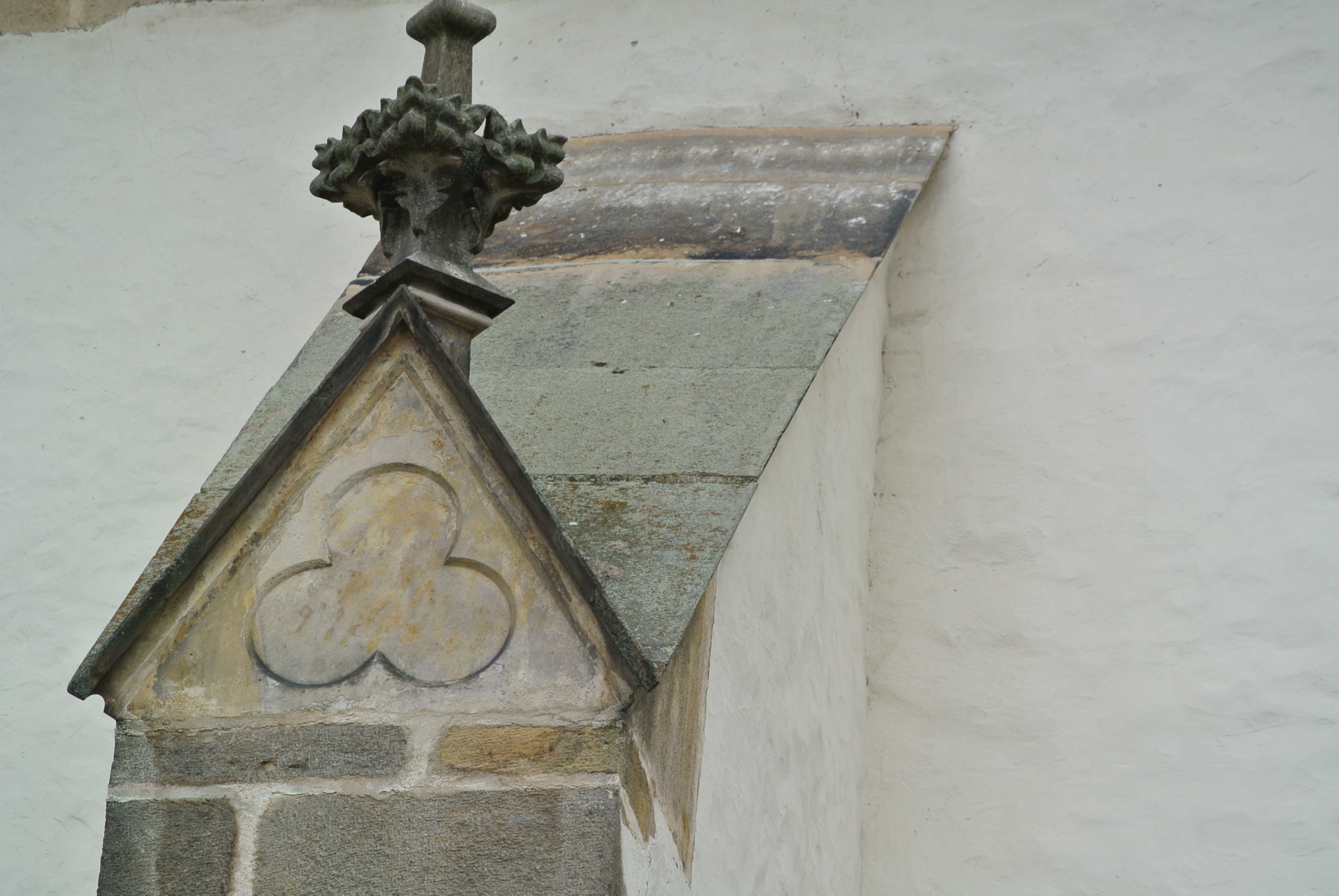
Detail opěrného systému kostela
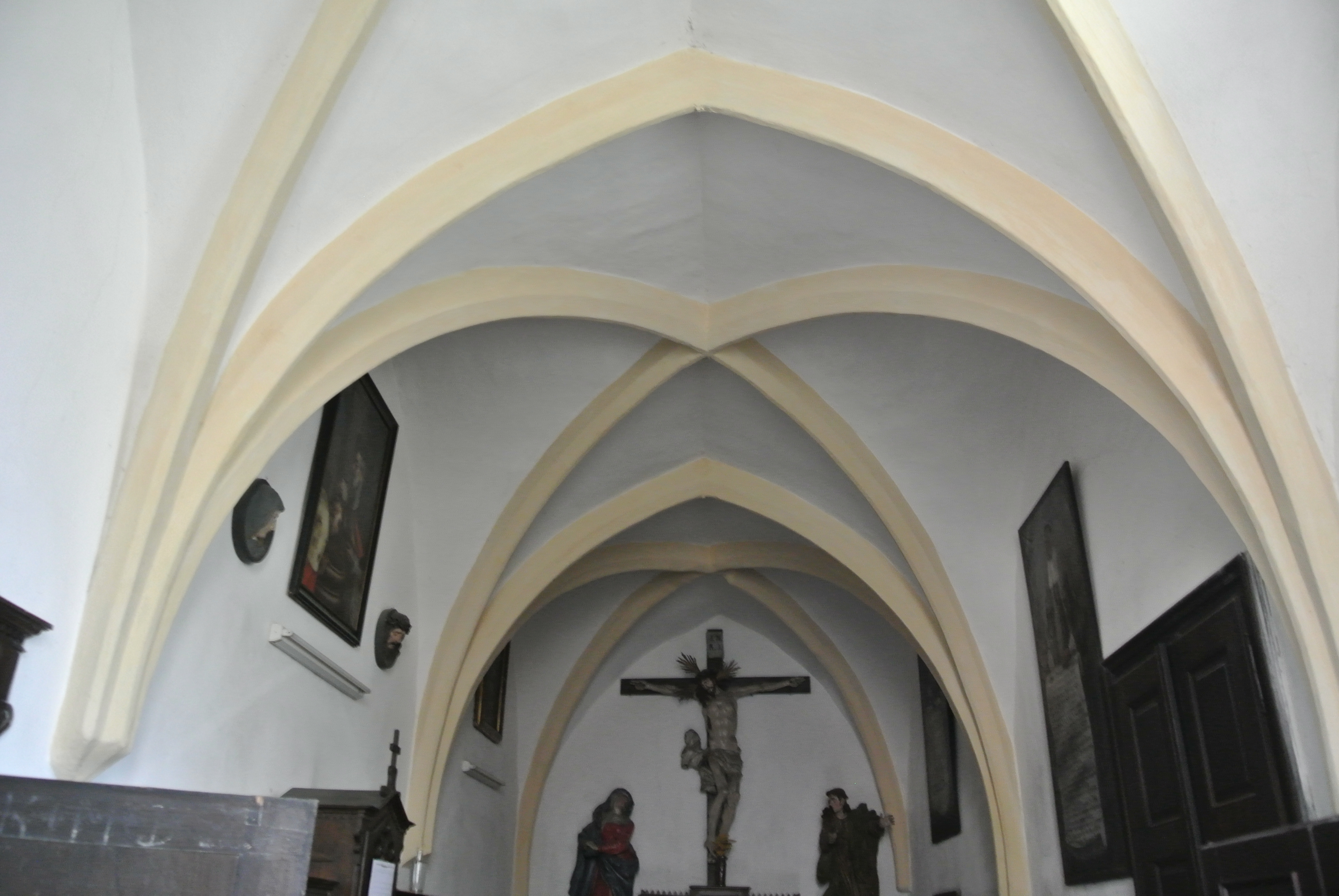
Zaklenutí gotické kaple kostela
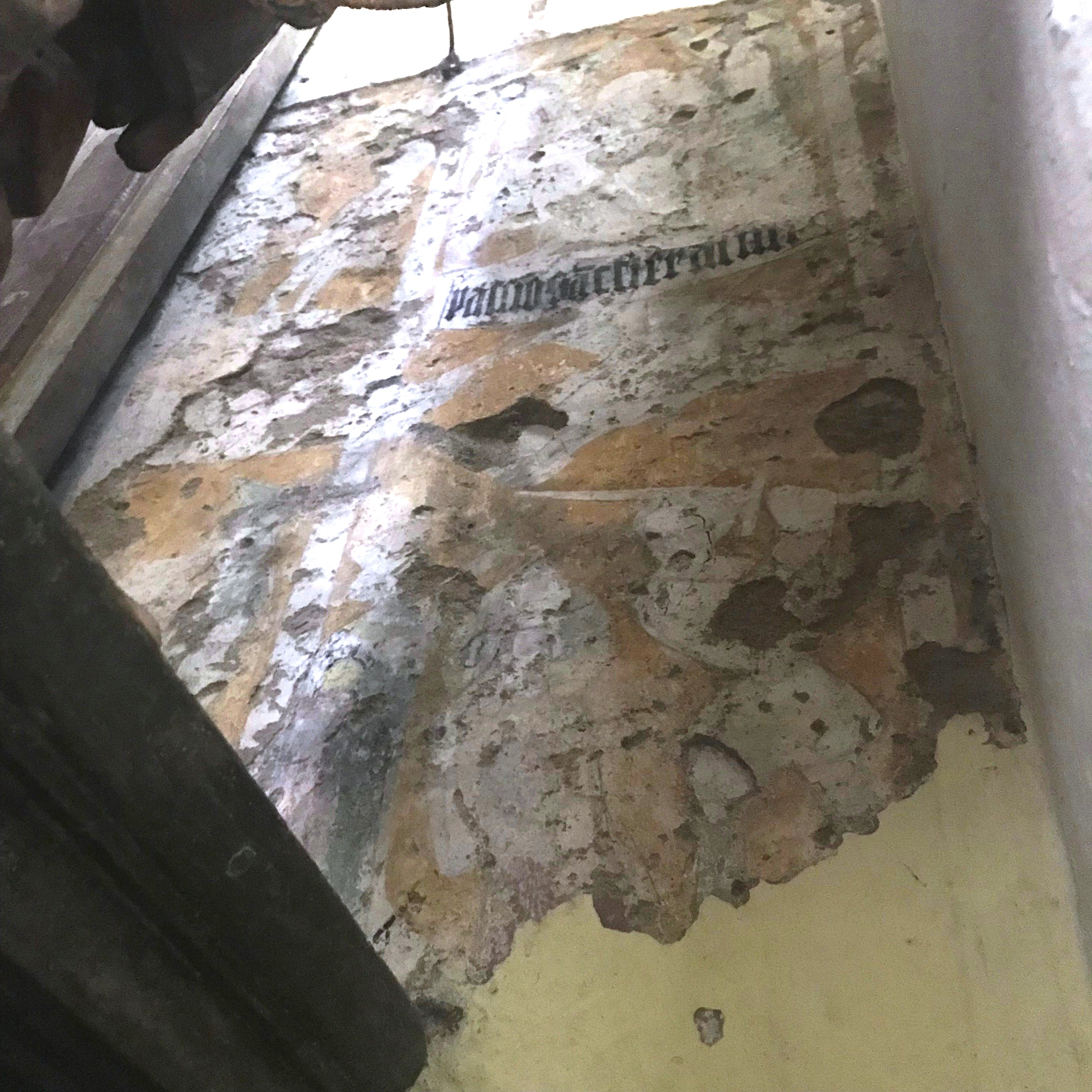
Gotické malby